# Jean-Baptiste Olivier

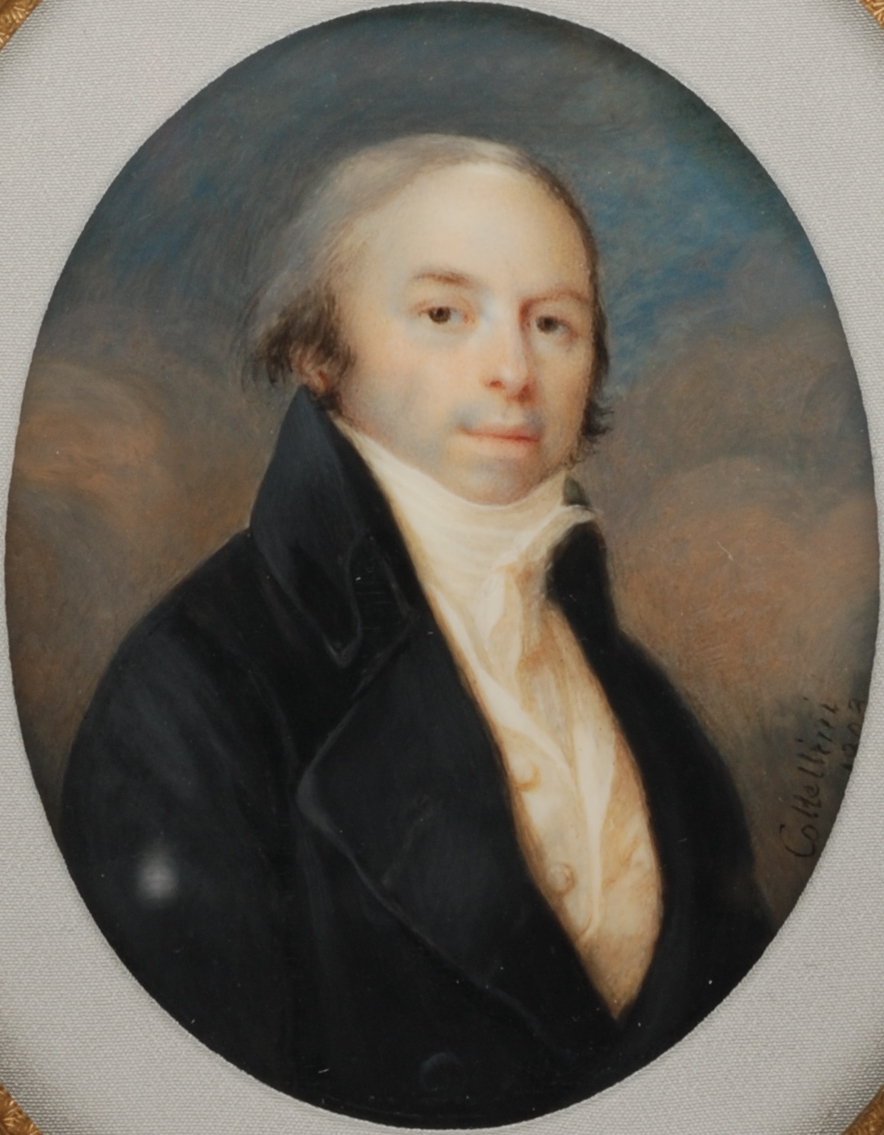
Constantina Cortellini – Porträt von Jean-Baptiste Olivier, 1803

Jean-Baptiste Olivier (* 25. Dezember 1765 in Straßburg, Elsass; † 27. September 1813 bei Witternesse, Département Pas-de-Calais) war ein französischer Général de division der Kavallerie.

## Leben und Wirken
Olivier war der Sohn des Offiziers Jean-Baptiste Olivier und dessen Ehefrau Louise Weisbroch. Am 1. Juli 1770 kam Olivier als enfant des troupes zum Régiment d’Aquitaine der königlichen Armee. Dort erfuhr er eine rudimentäre Schulbildung und diente später auch als Kadett in diesem Regiment. 
Olivier wurde schon bald ein begeisterter Anhänger Napoleons und konnte sich in den Revolutionskriegen mehrmals durch Mut und Tapferkeit auszeichnen. 1789 heiratete Olivier Marie-Anne Lambert und hatte mit neun Kinder. 
Er wurde schnell befördert und kämpfte bereits im Rang eines Generals vor Kaiserslautern (28./30. November 1793) unter Führung Generals Lazare Hoche und in der Schlacht bei Fleurus (26. Juni 1794) unter Führung von General Paul Grenier. 
Als Napoleon 1796 seinen Italienfeldzug begann, wurde Olivier Mitglied in dessen Stab. Als am 9. Dezember 1797 die Armée de Mayence aufgestellt wurde, übernahm Olivier die Führung der 5. Division unter General Jacques Maurice Hatry. 
Jean-Baptiste Olivier starb am 27. September 1813 auf Château de Saint-André bei Witternesse und fand auf dem dortigen Alten Friedhof in der Abteilung für Soldaten seine letzte Ruhestätte.

## Ehrungen
- 14. Juli 1804 Grand Officier der Ehrenlegion[1]
- 19. Januar 1811 Baron de l’Émpire
- Ordre de la couronne fer
- Sein Name findet sich am nördlichen Pfeiler (7. Spalte) des Triumphbogens am Place Charles-de-Gaulle (Paris)
- Sein Name wird auf der Gedenktafel am Offizierskasino in Straßburg (Place Broglie) gelistet.